# Parafia Wniebowzięcia Najświętszej Maryi Panny w Bystrej
Parafia pod wezwaniem Wniebowzięcia Najświętszej Maryi Panny w Bystrej – parafia rzymskokatolicka znajdująca się w Bystrej (Śląskiej). Należy do dekanatu Bielsko-Biała II – Stare Bielsko diecezji bielsko-żywieckiej. Erygowana w 1981. Duszpasterstwo w niej prowadzą księża Salwatorianie (SDS).